# Gerhard Königsrainer
Gerhard Königsrainer (* 16. März 1968 in Meran) ist ein ehemaliger italienischer Skirennläufer. Der Südtiroler aus Tscherms trat im Weltcup nur in seiner Spezialdisziplin Riesenslalom an.

## Biografie
Gerhard Königsrainer fuhr am 21. Februar 1986 mit siebzehn Jahren sein erstes internationales Rennen bei den 5. Alpinen Ski-Juniorenweltmeisterschaften 1986 in Bad Kleinkirchheim in Kärnten und erreichte den 10. Platz im Riesenslalom. Nach einer langjährigen Pause wurde der Südtiroler 1993 italienischer Meister im Riesenslalom. Am 23. März 1993 holte der nunmehr 25-jährige Tschermser beim Alpinen Skiweltcup 1993 in Oppdal in Norwegen seine ersten zwölf Weltcup-Punkte.
In jener Wintersaison fuhr der Burggräfler im Riesenslalom gleich dreimal unter die Top Ten im Alpinen Skiweltcup 1993/94. Er errang mit insgesamt 163 Weltcup-Punkten, dem 46. Platz in der Gesamtwertung und dem 15. Platz im Riesenslalom seine beste Weltcupsaison. Am 23. März 1994 krönte Königsrainer diese Saison mit dem 10. Platz beim Riesenslalom in Hafjell bei den XVII. Olympischen Winterspielen von 1994 in Lillehammer.
Die Saison 1994/95 wurde seine schwächste Weltcupsaison. Dafür gewann der Mann aus Tscherms in diesem Winter fünf FIS-Rennen in seiner Leibdisziplin Riesenslalom und schwang sich im Europacup 1994/95 siebenmal unter die Top Ten, wobei er zweimal aufs Stockerl stieg. Auch beim Far East Cup 1995 in Korea und bei den Italienmeisterschaften kam er jeweils unter die ersten Zehn im Riesenslalom. Königsrainer eröffnete die Saison 1995/96 mit einem 5. Platz im Riesenslalom im Alpinen Skiweltcup 1995/96 in Tignes in Frankreich. Am 12. Februar 1996 gewann der Riesenslalomspezialist in Kranjska Gora in Slowenien den Riesenslalom im Europacup 1995/96. Als Vizemeister der Italienmeisterschaften beendete der Riesenslalomfahrer am 29. März 1996 die Saison in Ponte di Legno.
Die Saison 1996/97 hatte für Königsrainer zwei Höhepunkte. Am 12. Februar 1997 errang er seine beste Platzierung bei Weltmeisterschaften mit dem 13. Platz im Riesenslalom bei den 34. Alpinen Skiweltmeisterschaften von 1997 in Sestriere. Am 27. März 1997 gewann der Südtiroler schließlich zum zweiten Mal nach 1993 die Italienmeisterschaften in Cerreto Laghi. Am 26. Oktober 1997 startete der Mann vom Burggrafenamt mit einem 10. Platz im Riesenslalomrennen im Alpinen Skiweltcup 1997/98 in Tignes in die neue Saison. Seine beste Platzierung war ein vierter Riesenslalomplatz im Europacup 1997/98 in Sella Nevea am 14. Februar 1998. Ansonsten kam er noch achtmal unter die ersten Zehn bei den FIS-Rennen dieser Saison.
Königsrainer begann diese Saison symptomatisch mit einem unvollendeten Weltcuprennen. Auch in den fünf nachfolgenden Weltcuprennen schied der Tschermser vorzeitig aus. Trotzdem gelangte er im Europacup 1998/99 noch achtmal unter die ersten Zehn und fuhr dabei zweimal als Zweiter aufs Stockerl. Somit holte er sich den Gesamtsieg im Riesenslalom und den 8. Platz in der Gesamtwertung im Alpinen Skieuropacup 1999. Er fuhr auch bei sieben FIS-Rennen nochmal unter die ersten Zehn, schied aber bei den Italienmeisterschaften gegen Ende der Saison Ende März 1999 aus. So wie die Saison begann, so hörte sie auf: Am 7. April 1999 bestritt der Südtiroler sein letztes Rennen, ein FIS-Rennen im Slalom, und schied ein letztes Mal aus. Königsrainer beendete 1999 seine Karriere mit 31 Jahren.

## Erfolge

### Olympische Winterspiele
- XVII. Olympische Winterspiele 1994: 10. Riesenslalom

### Weltmeisterschaft
- Sestriere 1997: 13. Riesenslalom

### Weltcup
- Beste Einzelergebnisse: Sechsmal Top 10: Riesenslalom
- Bestes Gesamtergebnis: Einmal Top 100: 46.

### Europacup
- 20 Top 10 im Riesenslalom, davon 6 Podestplätze
- Gesamtsieger im Riesenslalom 1999, 8. in der Gesamtwertung
- Europacup 1995/96:

| Datum            | Ort           | Land      | Disziplin    |
| ---------------- | ------------- | --------- | ------------ |
| 12. Februar 1996 | Kranjska Gora | Slowenien | Riesenslalom |

### Weitere Erfolge
- 5 Siege in FIS-Rennen
- 1 italienischer Meistertitel: Riesenslalom 1997